# Ротенбух
Ротенбух (нім. Rothenbuch) — громада в Німеччині, розташована в землі Баварія. Підпорядковується адміністративному округу Нижня Франконія. Входить до складу району Ашаффенбург.
Площа — 7,05 км2. Населення становить 1761 ос. (станом на 31 грудня 2020).